# Apple Watch Series 5
Apple Watch Series 5（アップルウォッチ シリーズファイブ）は、Appleが開発・販売していたスマートウォッチ。Apple Watchの第6世代目に当たる。アメリカ合衆国カリフォルニア州クパチーノのスティーブ・ジョブズ・シアターで開催された2019年9月20日のApple Eventで、iPhone 11と並んで発表された。前モデルからの主な改良点は、常時点灯ディスプレイを搭載したことが挙げられる。批評家からの評価はほとんどが肯定的であり常時点灯のディスプレイを称賛しているが、前モデルからの改善点が少ないと批判している。Apple Watch Series 6の発売に伴い、2020年9月15日に生産終了となった。

## 概要
Apple Watch Series 5は、省エネのLTPO有機ELスクリーンを搭載した常時点灯ディスプレイと、1秒に1回という低リフレッシュレートに対応した低消費電力スクリーンを搭載している。Apple Watch Series 4には常時点灯ディスプレイは搭載されていなかった。追加機能として、150カ国以上で緊急通話が可能な「国際緊急通報」、省電力化された「S5」プロセッサ、環境光センサーの改良、ストレージ容量の2倍の32GB化、コンパス機能が可能な「磁力計」の追加などが挙げられる。また、先代からなかったセラミックモデルを採用したApple Watch Editionを復活させ、チタンモデルを新たに2色から選べるようにした。カラーはナチュラルとスペースブラックの2色。
発売時から備えている機能で日本では使えなかったものとして、心電図計測があるが、watchOS 7.3から利用できるようになった。

## 批評
批評家は一般的に肯定的なレビューを与えた。CNETは4/5のスコアを与え、「Apple Watchは最高のスマートウォッチの1つであり続けているが、今のところiPhoneのアクセサリーであることで制限されている」と結論付けている。Digital Trendsは4.5/5のスコアを与えている。The Vergeは9/10のスコアを与えている。